# Kościół św. Anny na Bocheńcu
Kościół św. Anny na Bocheńcu – rzymskokatolicki kościół filialny, należący do parafii św. Prokopa Opata w Jadownikach (dekanat Brzesko diecezji tarnowskiej).

## Historia kościoła
Kościół stoi na terenie dawnego podgrodzia na wzniesieniu Bocheniec (południowa część Jadownik). Prawdopodobnie został wzniesiony przed 1594 rokiem, jako fundacja G. Lubowieckiego, sędziego krakowskiego. Jest to obiekt bez wyraźnych cech stylowych, murowany, o pokrytych tynkami ścianach, które w narożach podparto masywnymi uskokowymi szkarpami. Posiada jednoprzestrzenną nawę i nieco węższe, zamknięte, trójboczne prezbiterium, do którego po stronie północnej przylega niewielka zakrystia. Wszystkie wnętrza nakrywają płaskie stropy ozdobione polichromią figuralną z 2. połowy XIX wieku. Nad całością wznoszą się wysokie dachy, siodłowe, z barokową wieżyczką na sygnaturkę nad nawą. Zarówno tęcza jak i otwory okienne zamknięte zostały półkoliście.
W skład wyposażenie kościoła wchodzą: ołtarz główny z drugiej połowy XVII wieku z obrazem przedstawiającym adorację Krzyża Świętego przez św. Annę Samotrzecią; dwa ołtarze boczne, utrzymane w stylistyce barokowo-klasycystycznej z pierwszej połowy XIX wieku. W jednym z nich znajdują się wizerunki św. Wojciecha i św. Doroty z postacią duchownego fundatora z przełomu XVII i XVIII wieku. Obraz w drugim ołtarzu przedstawia św. Zofię z córkami. Ufundowany on został w roku 1741 przez Wojciecha i Zofię Petlawiczów. Wyposażenie wnętrza nawy dopełniają barokowo-klasycystyczna ambona i znajdujący się na chórze muzycznym prospekt organowy. 